# Majholmen (väster om Emsalö, Borgå)
Majholmen är en ö i Finland.   Den ligger i landskapet Nyland, i den södra delen av landet, 30 km öster om huvudstaden Helsingfors.
Majholmen ligger precis intill Kalvön i väster och har Esthamnsfärden och Emsalö i öster. 